# Dakar 2
 (novembre 2018).
Si vous disposez d'ouvrages ou d'articles de référence ou si vous connaissez des sites web de qualité traitant du thème abordé ici, merci de compléter l'article en donnant les références utiles à sa vérifiabilité et en les liant à la section « Notes et références ».
Pour les articles homonymes, voir Dakar (homonymie).
Dakar 2 est le jeu vidéo officiel du célèbre Paris-Dakar. Il permet au joueur de refaire des étapes de ce parcours en voiture, à moto ou même en camion. Ce jeu est donc bien évidemment un jeu de course automobile, sorti sur Xbox, PlayStation 2 et GameCube.

## Accueil
- Jeux vidéo Magazine : 5/20[1]
- Jeuxvideo.com : 11/20[2]